# Sam Dyson
Pour les articles homonymes, voir Dyson (homonymie).
Samuel Dyson (né le 7 mai 1988 à Tampa, Floride, États-Unis) est un lanceur de relève droitier qui a joué dans la Ligue majeure de baseball de 2012 à 2019.

## Carrière

### Blue Jays de Toronto

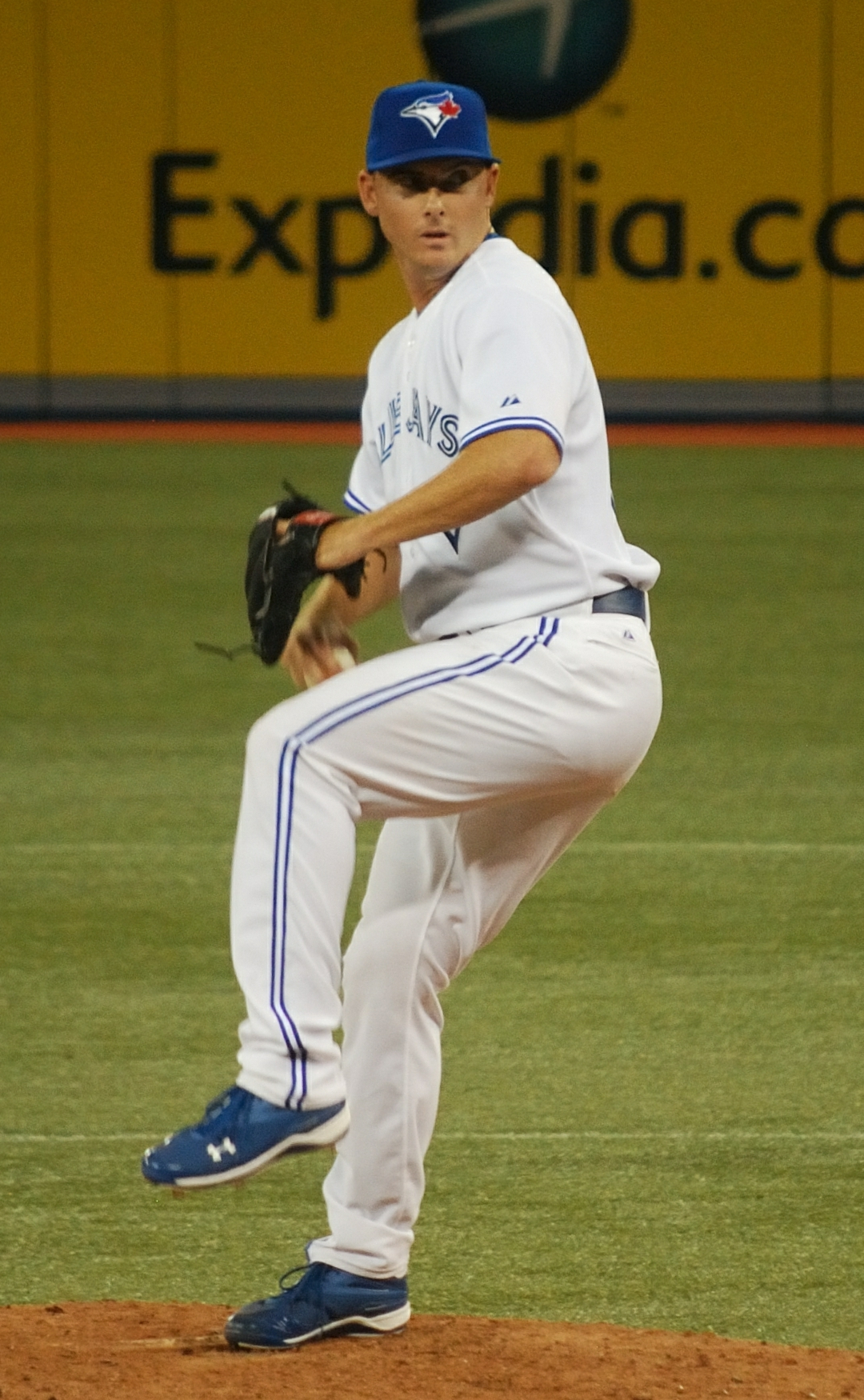
Sam Dyson en juillet 2012 avec les Blue Jays de Toronto.

Après avoir été repêché deux fois (au 19e tour de sélection par les Nationals de Washington en 2006 et en 10e ronde par les A's d'Oakland en 2009) sans signer de contrat avec ces équipes, Sam Dyson est repêché en 4e ronde par les Blue Jays de Toronto en 2010, alors qu'il joue pour l'Université de Caroline du Sud. Dyson aurait pu être parmi les premiers joueurs sélectionnés cette année-là mais une blessure à l'épaule inquiète les autres équipes jusqu'à ce que les Jays le choisissent et le mettent sous contrat en août 2010. Il est opéré à l'épaule droite, rate toute la saison de baseball 2011 puis commence sa carrière professionnelle dans les ligues mineures avec un club-école des Blue Jays en 2012.
Dyson est rappelé en 2012 du niveau Double-A des ligues mineures alors qu'il s'aligne avec les Fisher Cats du New Hampshire. Il fait ses débuts dans le baseball majeur pour Toronto le 5 juillet après seulement 21 parties jouées dans les mineures. Il fait une courte présence comme lanceur de relève à ce premier match, affrontant deux frappeurs des Royals de Kansas City et accordant un but-sur-balles au premier avant d'éliminer le second sur des prises.

### Marlins de Miami
Le 30 janvier 2013, il est réclamé au ballottage par les Marlins de Miami. Il ne joue que 5 parties pour le club en 2013 avant d'enchaîner une brillante saison 2014 : moyenne de points mérités de 2,14 en 31 sorties en relève et 42 manches lancées.

### Rangers du Texas
Le 31 juillet 2015, Miami échange Sam Dyson aux Rangers du Texas contre le receveur Tomás Telis et le lanceur gaucher des ligues mineures Cody Ege. Dyson est une révélation pour les Rangers avec une moyenne de points mérités de 1,15 en 31 manches et un tiers lancées. Du moment de son acquisition jusqu'à la fin du calendrier régulier, il n'accorde que 4 points mérités. Il termine 2015 avec une moyenne de 2,63 en 75 manches et un tiers lancées au total pour Miami et Texas. Le 14 octobre 2015, il est victime du dramatique coup de circuit de José Bautista qui fait gagner les Blue Jays de Toronto en 7e manche du 5e match de la Série de divisions et scelle l'élimination des Rangers.
Dyson brille à nouveau en 2016 pour Texas avec une moyenne de points mérités de 2,43 en 70 manches et un tiers lancées lors de 73 sorties. Il lance une manche sans accorder de point aux Blue Jays lors d'un nouveau rendez-vous éliminatoire entre Texas et Toronto.
Son début de saison 2017 est catastrophique : le releveur des Rangers alloue 23 points, dont 20 mérités, en 16 manches et deux tiers lancées, pour une moyenne de 10,42 qui incite le club à s'en départir. Dyson encaisse aussi 6 défaites contre une seule victoire en 2017.

### Giants de San Francisco
Le 6 juin 2017, les Rangers échangent Dyson aux Giants de San Francisco contre un joueur à être nommé plus tard.